# Kvalifikacije za Svjetsko prvenstvo u nogometu 2014.
██ Momčad se kvalificirala
██ Momčad se nije kvalificirala
██ Momčad ne sudjeluje u kvalifikacijama
██ Momčad nije FIFA-in član.
Kvalifikacije za Svjetsko prvenstvo u nogometu 2014. koje se održalo u Brazilu započele su sredinom 2011., a završile su krajem 2013. godine. U završnicu prvenstva ušlo je 32 momčadi, s automatski kvalificiranim Brazilom kao domaćinom. Za preostalo 31 mjesto borilo se ukupno 207 momčadi u 6 konfederacija.

## Kvalificirane momčadi
| Momčad           | Kvalificirana kao                          | Nadnevak kvalifikacije | Dosad. nastupi | Nastup u nizu | Zadnji nastup | Najbolji uspjeh                               |
| ---------------- | ------------------------------------------ | ---------------------- | -------------- | ------------- | ------------- | --------------------------------------------- |
| Brazil           | domaćin                                    | 30. listopada 2007.    | 20             | 20.           | 2010.         | pobjednik (1958., 1962., 1970., 1994., 2002.) |
| Japan            | Azija, skupina B, osvajač                  | 4. lipnja 2013.        | 5              | 5.            | 2010.         | osmina završnice (2002., 2010.)               |
| Australija       | Azija, skupina B, drugo mjesto             | 18. lipnja 2013.       | 4              | 3.            | 2010.         | osmina završnice (2006.)                      |
| Iran             | Azija, skupina A, osvajač                  | 18. lipnja 2013.       | 4              | 1.            | 2006.         | prvi krug (1978., 1998., 2006.)               |
| Južna Koreja     | Azija, skupina A, drugo mjesto             | 18. lipnja 2013.       | 9              | 8.            | 2010.         | četvrtoplasirani (2002.)                      |
| Nizozemska       | Europa, skupina D, osvajač                 | 10. rujna 2013.        | 10             | 3.            | 2010.         | drugoplasirani (1974., 1978., 2010.)          |
| Italija          | Europa, skupina B, osvajač                 | 10. rujna 2013.        | 18             | 14.           | 2010.         | pobjednik (1934., 1938., 1982., 2006.)        |
| Kostarika        | Sj. Amerika, drugo mjesto                  | 10. rujna 2013.        | 4              | 1.            | 2006.         | osmina završnice (1990.)                      |
| SAD              | Sj. Amerika, osvajač                       | 10. rujna 2013.        | 10             | 7.            | 2010.         | trećeplasirani (1930.)                        |
| Argentina        | J. Amerika, osvajač                        | 10. rujna 2013.        | 16             | 11.           | 2010.         | pobjednik (1978., 1986.)                      |
| Belgija          | Europa, skupina A, osvajač                 | 11. listopada 2013.    | 12             | 1.            | 2002.         | četvrtoplasirani (1986.)                      |
| Švicarska        | Europa, skupina E, osvajač                 | 11. listopada 2013.    | 10             | 3.            | 2010.         | četvrtfinale (1934., 1938., 1954.)            |
| Njemačka         | Europa, skupina C, osvajač                 | 11. listopada 2013.    | 18             | 16.           | 2010.         | pobjednik (1954., 1974., 1990.)               |
| Kolumbija        | J. Amerika, drugo mjesto                   | 11. listopada 2013.    | 5              | 1.            | 1998.         | osmina završnice (1990.)                      |
| Rusija           | Europa, skupina F, osvajač                 | 15. listopada 2013.    | 10             | 1.            | 2002.         | četvrtoplasirani (1966.)                      |
| BiH              | Europa, skupina G, osvajač                 | 15. listopada 2013.    | 0              | 1.            | –             | –                                             |
| Engleska         | Europa, skupina H, osvajač                 | 15. listopada 2013.    | 14             | 5.            | 2010.         | pobjednik (1966.)                             |
| Španjolska       | Europa, skupina I, osvajač                 | 15. listopada 2013.    | 14             | 10.           | 2010.         | pobjednik (2010.)                             |
| Čile             | J. Amerika, treće mjesto                   | 15. listopada 2013.    | 9              | 2.            | 2010.         | trećeplasirani (1962.)                        |
| Ekvador          | J. Amerika, četvrto mjesto                 | 15. listopada 2013.    | 3              | 1.            | 2006.         | osmina završnice (2006.)                      |
| Honduras         | Sj. Amerika, treće mjesto                  | 15. listopada 2013.    | 3              | 2.            | 2010.         | prvi krug (1982., 2010.)                      |
| Nigerija         | Afrika, treći krug, osvajač                | 16. studenog 2013.     | 5              | 2.            | 2010.         | osmina završnice (1994., 1998.)               |
| Obala Bjelokosti | Afrika, treći krug, osvajač                | 16. studenog 2013.     | 3              | 3.            | 2010.         | prvi krug (2006., 2010.)                      |
| Kamerun          | Afrika, treći krug, osvajač                | 17. studenog 2013.     | 7              | 2.            | 2010.         | četvrtfinale (1990.)                          |
| Gana             | Afrika, treći krug, osvajač                | 19. studenog 2013.     | 3              | 3.            | 2010.         | četvrtfinale (2010.)                          |
| Alžir            | Afrika, treći krug, osvajač                | 19. studenog 2013.     | 4              | 2.            | 2010.         | prvi krug (1982., 1986., 2010.)               |
| Grčka            | Europa, doigravanje, osvajač               | 19. studenog 2013.     | 3              | 2.            | 2010.         | prvi krug (1994., 2010.)                      |
| Hrvatska         | Europa, doigravanje, osvajač               | 19. studenog 2013.     | 4              | 1.            | 2006.         | trećeplasirani (1998.)                        |
| Portugal         | Europa, doigravanje, osvajač               | 19. studenog 2013.     | 6              | 4.            | 2010.         | trećeplasirani (1966.)                        |
| Francuska        | Europa, doigravanje, osvajač               | 19. studenog 2013.     | 14             | 5.            | 2010.         | pobjednik (1998.)                             |
| Urugvaj          | J. Amerika/Azija, doigravanje, osvajač     | 20. studenog 2013.     | 12             | 2.            | 2010.         | pobjednik (1930., 1950.)                      |
| Meksiko          | Sj. Amerika/Oceanija, doigravanje, osvajač | 20. studenog 2013.     | 15             | 6.            | 2010.         | četvrtfinale (1970., 1986.)                   |

## Kvalifikacije po konfederacijama
Napomena za boje

### Europa (UEFA)
U europskom dijelu kvalifikacija 53 reprezentacije podijeljene su u devet skupina. U svakoj je skupini po šest momčadi, osim zadnje skupine gdje je pet momčadi. Prvoplasirana momčad iz svake skupine prošla je izravno u završnicu, dok se osam najboljih drugoplasiranih momčadi doigravalo za prolazak na turnir.

#### Skupine
- Kvalifikacije za Svjetsko prvenstvo u nogometu 2014. (UEFA) – skupina G

| Skupina A  | Skupina A | Skupina B      | Skupina B | Skupina C    | Skupina C | Skupina D  | Skupina D |             |           |
| ---------- | --------- | -------------- | --------- | ------------ | --------- | ---------- | --------- | ----------- | --------- |
| Belgija    | 26        | Italija        | 22        | Njemačka     | 28        | Nizozemska | 28        |             |           |
| Hrvatska   | 17        | Danska         | 16        | Švedska      | 20        | Rumunjska  | 19        |             |           |
| Srbija     | 14        | Češka          | 15        | Austrija     | 17        | Mađarska   | 17        |             |           |
| Škotska    | 11        | Bugarska       | 13        | Irska        | 14        | Turska     | 16        |             |           |
| Wales      | 10        | Armenija       | 13        | Kazahstan    | 5         | Estonija   | 7         |             |           |
| Makedonija | 7         | Malta          | 3         | Farski otoci | 1         | Andora     | 0         |             |           |
| Skupina E  | Skupina E | Skupina F      | Skupina F | Skupina G    | Skupina G | Skupina H  | Skupina H | Skupina I   | Skupina I |
| Švicarska  | 24        | Rusija         | 22        | BiH          | 25        | Engleska   | 22        | Španjolska  | 20        |
| Island     | 17        | Portugal       | 21        | Grčka        | 25        | Ukrajina   | 21        | Francuska   | 17        |
| Slovenija  | 15        | Izrael         | 14        | Slovačka     | 13        | Crna Gora  | 15        | Finska      | 9         |
| Norveška   | 12        | Azerbajdžan    | 9         | Litva        | 11        | Poljska    | 13        | Gruzija     | 5         |
| Albanija   | 11        | Sjeverna Irska | 7         | Latvija      | 8         | Moldavija  | 11        | Bjelorusija | 4         |
| Cipar      | 5         | Luksemburg     | 6         | Lihtenštajn  | 2         | San Marino | 0         |             |           |

#### Doigravanje
| Prva momčad | Rez. | Druga momčad | 1. ut. | 2. ut. |
| ----------- | ---- | ------------ | ------ | ------ |
| Portugal    | 4:2  | Švedska      | 1:0    | 3:2    |
| Ukrajina    | 2:3  | Francuska    | 2:0    | 0:3    |
| Grčka       | 4:2  | Rumunjska    | 3:1    | 1:1    |
| Island      | 0:2  | Hrvatska     | 0:0    | 0:2    |

### Afrika (CAF)
Od 53 članice CAF-a, njih 52 prijavilo se za kvalifikacije, sve osim Mauritanije. Africi je dodijeljeno pet mjesta za Svjetsko prvenstvo. Format afričkih kvalifikacija sastoji se od deset skupina po četiri momčadi. Prije toga 24 niže rangirane momčadi doigravale su se za prolazak u natjecanje po skupinama. Nakon odigranih utakmica u skupinama deset prvoplasiranih momčadi igralo je međusobno za mjesto na prvenstvu.
| Skupina A | Skupina A | Skupina B      | Skupina B | Skupina C        | Skupina C | Skupina D | Skupina D | Skupina E       | Skupina E |
| --------- | --------- | -------------- | --------- | ---------------- | --------- | --------- | --------- | --------------- | --------- |
| Etiopija  | 13        | Tunis          | 14        | Obala Bjelokosti | 14        | Gana      | 15        | Burkina Faso    | 12        |
| JAR       | 11        | Zel. Republika | 9         | Maroko           | 9         | Zambija   | 11        | Republika Kongo | 11        |
| Bocvana   | 7         | Sijera Leone   | 8         | Tanzanija        | 6         | Lesoto    | 5         | Gabon           | 7         |
| SAR       | 3         | Ekv. Gvineja   | 2         | Gambija          | 4         | Sudan     | 2         | Niger           | 4         |
| Skupina F | Skupina F | Skupina G      | Skupina G | Skupina H        | Skupina H | Skupina I | Skupina I | Skupina J       | Skupina J |
| Nigerija  | 12        | Egipat         | 18        | Alžir            | 15        | Kamerun   | 13        | Senegal         | 12        |
| Malavi    | 7         | Gvineja        | 10        | Mali             | 8         | Libija    | 9         | Uganda          | 8         |
| Kenija    | 6         | Mozambik       | 3         | Benin            | 8         | DR Kongo  | 6         | Angola          | 7         |
| Namibija  | 5         | Zimbabve       | 2         | Ruanda           | 2         | Togo      | 4         | Liberija        | 4         |

#### Doigravanje
| Prva momčad      | Rez. | Druga momčad | 1. ut. | 2. ut. |
| ---------------- | ---- | ------------ | ------ | ------ |
| Obala Bjelokosti | 4:2  | Senegal      | 3:1    | 1:1    |
| Etiopija         | 1:4  | Nigerija     | 1:2    | 0:2    |
| Gana             | 7:3  | Egipat       | 6:1    | 1:2    |
| Burkina Faso     | 3:3  | Alžir        | 3:2    | 0:1    |
| Tunis            | 1:4  | Kamerun      | 0:0    | 1:4    |

### Južna Amerika (CONMEBOL)
Brazil se, kao domaćin, automatski kvalificirao za Svjetsko prvenstvo. Preostalih devet momčadi iz Južne Amerike susreću se u jednoj zajedničkoj skupini, u istom formatu kao i prethodna četiri kvalifikacijska ciklusa. Četiri momčadi na vrhu skupine išle su direktno u Brazil, dok se petoplasirana momčad doigravala za prvenstvo s petom momčadi Azije.
| Momčad    | Uta. | Pob. | Izj. | Por. | PoG. | PrG. | GR  | Bod. |
| --------- | ---- | ---- | ---- | ---- | ---- | ---- | --- | ---- |
| Argentina | 16   | 9    | 5    | 2    | 35   | 15   | +20 | 32   |
| Kolumbija | 16   | 9    | 3    | 4    | 27   | 13   | +14 | 30   |
| Čile      | 16   | 9    | 1    | 6    | 29   | 25   | +4  | 28   |
| Ekvador   | 16   | 7    | 4    | 5    | 20   | 16   | +4  | 25   |
| Urugvaj   | 16   | 7    | 4    | 5    | 25   | 25   | 0   | 25   |
| Venezuela | 16   | 5    | 5    | 6    | 14   | 20   | −6  | 20   |
| Peru      | 16   | 4    | 3    | 9    | 17   | 26   | −9  | 15   |
| Bolivija  | 16   | 2    | 6    | 8    | 17   | 30   | −13 | 12   |
| Paragvaj  | 16   | 3    | 3    | 10   | 17   | 31   | −14 | 12   |

### Azija (AFC)
U Brazilu je Azija imala četiri od mogućih pet predstavnika. S istim formatom kao u prošlim kvalifikacijama, prvi i drugi krug namijenjeni su za lošije rangirane momčadi AFC-a. Treći je krug, zapravo, natjecanje po skupinama s pet grupa po 4 momčadi. Prve dvije momčadi iz svake skupine išle su dalje u odlučujući dio kvalifikacija.
Četvrti je krug najvažniji dio azijskog dijela kvalifikacija i on je određivao putnike u Brazil. Sastojao se od dvije skupine s pet reprezentacija. Prve dvije momčadi iz svake skupine prošle su izravno na Svjetsko prvenstvo, dok su dvije trećeplasirane momčadi igrale međusobno dvije utakmice. Ukupni pobjednik iz ta dva sureta, Jordan, igrao je interkontinentalno doigravanje s petom momčadi Južne Amerike, Urugvajem.

#### Četvrta runda
| Skupina A    | Skupina A | Skupina B  | Skupina B |
| ------------ | --------- | ---------- | --------- |
| Iran         | 16        | Japan      | 17        |
| Južna Koreja | 14        | Australija | 13        |
| Uzbekistan   | 14        | Jordan     | 10        |
| Katar        | 7         | Oman       | 9         |
| Libanon      | 5         | Irak       | 5         |

#### Peta runda
| Prva momčad | Rez.        | Druga momčad | 1. ut. | 2. ut. |
| ----------- | ----------- | ------------ | ------ | ------ |
| Jordan      | 1:1 (9:8 p) | Uzbekistan   | 1:1    | 1:1    |

### Sjeverna i Srednja Amerika i Karibi (CONCACAF)
U izmijenjenom formatu od onog iz 2010. kvalifikacije u CONCACAF-u sastojale su se od četiri kruga. U prvom krugu niže rangirane reprezentacije doigravale su se za drugi krug gdje je bilo šest skupina po četiri momčadi. Šest prvoplasiranih momčadi pridružilo se najjačim reprezentacijama CONCACAF-a u tri skupine po četiri momčadi.
Pobjednici skupina i drugoplasirane momčadi prošle su u zajedničku skupinu od šest reprezentacija, popularno zvanu: "Heksagonal". Odatle su prve tri momčadi prošle izravno na Svjetsko prvenstvo, dok je četvrtoplasirani Meksiko igrao u interkontinentalnom doigravanju s prvakom Oceanije, Novim Zelandom.

#### Treća runda
| Skupina A         | Skupina A | Skupina B | Skupina B | Skupina C | Skupina C |
| ----------------- | --------- | --------- | --------- | --------- | --------- |
| SAD               | 13        | Meksiko   | 18        | Honduras  | 11        |
| Jamajka           | 10        | Kostarika | 10        | Panama    | 11        |
| Gvatemala         | 10        | Salvador  | 5         | Kanada    | 10        |
| Antigva i Barbuda | 1         | Gvajana   | 1         | Kuba      | 1         |

#### Četvrta runda
| Momčad    | Uta. | Pob. | Izj. | Por. | PoG. | PrG. | GR | Bod. |
| --------- | ---- | ---- | ---- | ---- | ---- | ---- | -- | ---- |
| SAD       | 10   | 7    | 1    | 2    | 15   | 8    | +7 | 22   |
| Kostarika | 10   | 5    | 3    | 2    | 13   | 7    | +6 | 18   |
| Honduras  | 10   | 4    | 3    | 3    | 13   | 12   | +1 | 15   |
| Meksiko   | 10   | 2    | 5    | 3    | 7    | 9    | −2 | 11   |
| Panama    | 10   | 1    | 5    | 4    | 10   | 14   | −4 | 8    |
| Jamajka   | 10   | 0    | 5    | 5    | 5    | 13   | −8 | 5    |

### Oceanija (OFC)
Zadnji krug kvalifikacija u Oceaniji sadržavao je četiri najbolje momčadi s OFC Kupa nacija 2012. u jednoj zajedničkoj skupini gdje sve momčadi igraju međusobno po dvije utakmice, kod kuće i u gostima. Prije toga postojale su samo kvalifikacije za Kup nacija u kojima su sudjelovale naslabije momčadi iz Oceanije. Pobjednik skupine Novi Zeland susreo se s četvrtoplasiranom momčadi iz skupine CONCACAF-a, Meksikom za prolaz u završnicu.
| Momčad           | Uta. | Pob. | Izj. | Por. | PoG. | PrG. | GR  | Bod. |
| ---------------- | ---- | ---- | ---- | ---- | ---- | ---- | --- | ---- |
| Novi Zeland      | 6    | 6    | 0    | 0    | 17   | 2    | +15 | 18   |
| Nova Kaledonija  | 6    | 4    | 0    | 2    | 17   | 6    | +11 | 12   |
| Tahiti           | 6    | 1    | 0    | 5    | 2    | 12   | −10 | 3    |
| Salomonski Otoci | 6    | 1    | 0    | 5    | 5    | 21   | −16 | 3    |

| Nova Kaledonija  | —   | 0:2 | 5:0 | 1:0 |
| Novi Zeland      | 2:1 | —   | 6:1 | 3:0 |
| Salomonski Otoci | 2:6 | 0:2 | —   | 2:0 |
| Tahiti           | 0:4 | 0:2 | 2:0 | —   |

## Interkontinentalna doigravanja
Azija i Južna Amerika
| Prva momčad | Rez. | Druga momčad | 1. ut. | 2. ut. |
| ----------- | ---- | ------------ | ------ | ------ |
| Jordan      | 0:5  | Urugvaj      | 0:5    | 0:0    |

Sjeverna/Srednja Amerika/Karibi i Oceanija
| Prva momčad | Rez. | Druga momčad | 1. ut. | 2. ut. |
| ----------- | ---- | ------------ | ------ | ------ |
| Meksiko     | 9:3  | Novi Zeland  | 5:1    | 4:2    |

## Vanjske poveznice
- Utakmice Svjetskog prvenstva 2014.  Arhivirana inačica izvorne stranice od 30. kolovoza 2007. (Wayback Machine) na FIFA.com
- Početni ždrijeb kvalifikacija  Arhivirana inačica izvorne stranice od 23. rujna 2011. (Wayback Machine)